# Nagy kócsag
A nagy kócsag (Ardea alba) régebben (Herodias alba) a madarak (Aves) osztályának gödényalakúak (Pelecaniformes) rendjébe, ezen belül a gémfélék (Ardeidae) családjába és a gémformák (Ardeinae) alcsaládjába tartozó gázlómadár. A hófehér gémfélék legnagyobb képviselője. Régies neve nemes kócsag. A magyar természetvédelem címermadara és az 5 forintos pénzérme hátulján is megtalálható.

## Előfordulása
A világ nagy részén – Észak-Amerikában (Ardea alba egretta), Afrikában (Ardea alba melanorhynchos), Ázsiában és Ausztráliában (Ardea alba modesta), valamint ritkábban Európa déli részén (Ardea alba alba) – előfordul.

## Megjelenése
Testhossza 85-100 centiméter, szárnyfesztávolsága a 140-170 centimétert is eléri. A nemek hasonlóak, bár tömegét tekintve a hím kissé nagyobb, 1030 gramm körüli, míg a tojó mintegy 960 grammot nyom.
A nagy kócsag tollazata kikelésétől fogva fehér, költési időn kívül csőre sárga, lába barna, arcbőre zöldes. Nászruhája szintén fehér, ám sok gémfélével ellentétben nincs bóbitája, helyette hosszú, fátyolos szárnytollai nőnek; ilyenkor csőre rózsaszínes, pirosas, később fekete (olykor sárga tővel), arcbőre élénkzöld, lába pedig fekete.

## Életmódja
A nagyobb termetű, társas gázlómadarak közé tartozik. Élőhelyét sziki és nádas mocsarak, brakkvizes lagúnák, árterek képezik.

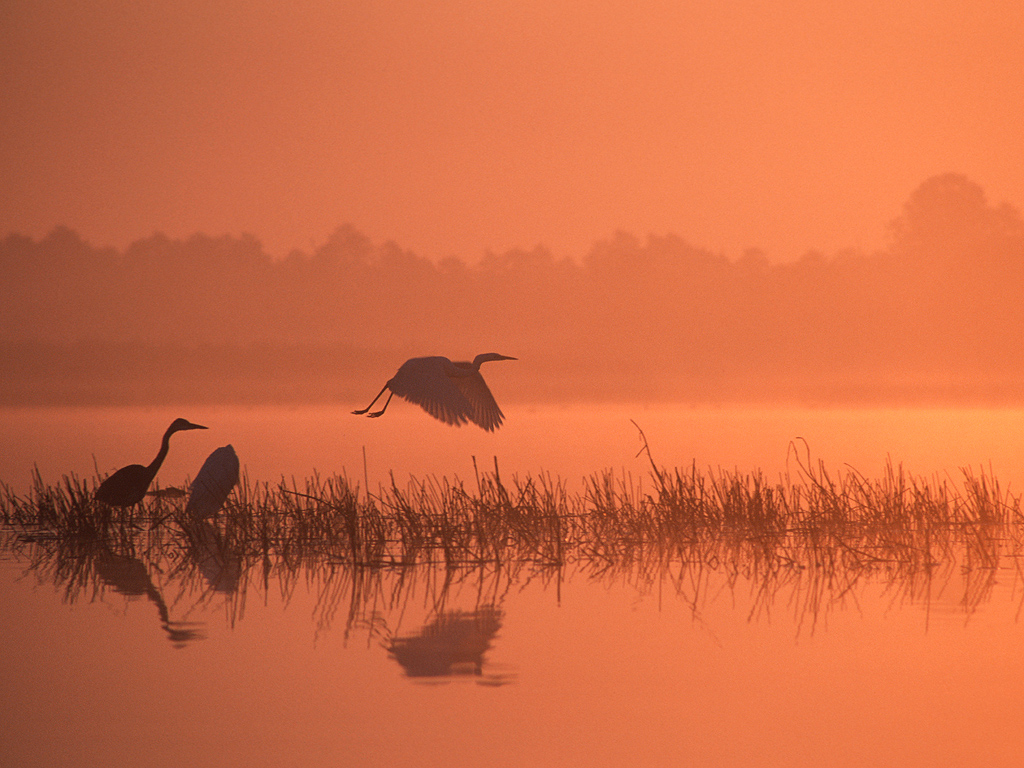
A nagy kócsag jellegzetes röpte

Halakat, kétéltűeket, bogarakat, vízirovarokat, kisemlősöket fogyaszt a többi gémféléhez hasonló, kivárásra és villámgyors lecsapásra épülő vadászstratégiájával. Alapvetően magányosan táplálkozik, bár nagy bőség esetén több példány is összeverődhet.
Rövidtávon vonuló madár, hazánkban februártól novemberig figyelhetjük meg. Az állomány egy része rendszeresen áttelel; az utóbbi időben mind többen. A magyarországi egyedek a Mediterráneum vidékén telelnek.
Röpte jellegzetes, a többi gémféléhez hasonló: hátranyújtja lábát, nyakát S alakban hátragörbíti, s lassú, nehézkes szárnycsapásokkal halad a levegőben. Hangja a többi gémféléhez képest kevésbé érdes, nyers.

## Szaporodása
A gémfélék többségéhez hasonlóan költőtelepeket alkot, többnyire földközelben a nádasban, de olykor fákon is. A kolóniák akár 50 párból is állhatnak, olykor egyéb gémfélék is csatlakozhatnak hozzájuk. Átlagosan egy méter átmérőjű fészkét avas nádból építi, bár az előző évi fészket is kicsinosíthatja. A párzásra nem sokkal a hazatérés után, február-március során sor kerül, amit látványos udvarlási szertartás előz meg, melynek során a hím mutogatja megnyúlt dísztollait.
A nagy kócsag évente csak egyszer költ. Egy alkalommal 3-4 kékeszöld tojást rak, melyeken a két szülő 24-26 napig felváltva ül. A fiókák fehér pehelytollakkal jönnek a világra, a fészket csak 34-35 nap után hagyják el.

## Kárpát-medencei előfordulása
Európán belül Magyarország a faj egyik legjelentősebb előfordulási helye. A nagy kócsagok magyarországi állománya növekvő, 1800-3000 költő pár közé tehető. Elsősorban a Tisza-tó és a Kis-Balaton vidékén nádasokban és ártéri erdőkben rendszeresen fészkel nagyobb telepekben is, de gyérebb állománnyal a Tisza mentén, a Velencei-tónál és a Fertőnél is találkozhatunk. (Ez utóbbi az osztrák résszel együttvéve viszont már jelentős állománynak tekinthető.) Az Északi- és a Dunántúli-középhegységben, valamint Magyarország déli és keleti régióiban ritkának mondható. Ez azonban nem volt mindig így. Az 1940-es, 1950-es években még csak két telep volt az országban, a Kis-Balaton és a Velencei-tó nádrengetegében. Ennyi maradt a hajdan bizonyára sokkal nagyobb fészkelő állományból, amely felett a folyószabályozások, a mocsarak lecsapolása, és a dísztollaik miatt történő vadászat kongatták meg a vészharangot. Jellemző, hogy a múlt század elején külön kócsagőrt alkalmaztak, melynek feladata az volt, hogy a töredékére zsugorodott állományt megvédje. Majd az 1970-es években a nagy kócsag hazai állománya erős növekedésnek indult. Az 1996-ban végzett számláláskor 1425 pár fészkelt Magyarországon.

## Védettsége
A kócsagállományt a 19. században tizedelte meg a kócsagtoll viselésének divatja, azóta az állomány regenerálódik. A brit Királyi Madárvédelmi Egyesület , mely ma Európa legnagyobb közhasznú természetvédelmi szervezete, 1889-ben alapvetően a kócsagirtás (pontosabban a dísztollkereskedelem) megfékezésére jött létre.

Vönöczky Schenk Jakab a hágai madárkongresszuson felolvasott dolgozata nyomán a védelem érdekében gyűjtés indult Hollandiában, de német és angol területeken is, sőt még  hazánkból is befolyt egy kisebb összeg.  Így lehetett felfogadni az első magyar természetvédelmi őrt, egy kócsagőrt a Kis-Balatonon.

Bár Magyarországon az állománya növekszik, a nagy kócsag, a magyar természetvédelem szimbóluma fokozottan védett, természetvédelmi értéke 100 000 forint. Állománya európai léptékben is stabil, ezért nem került fel a SPEC listára.

## Képek

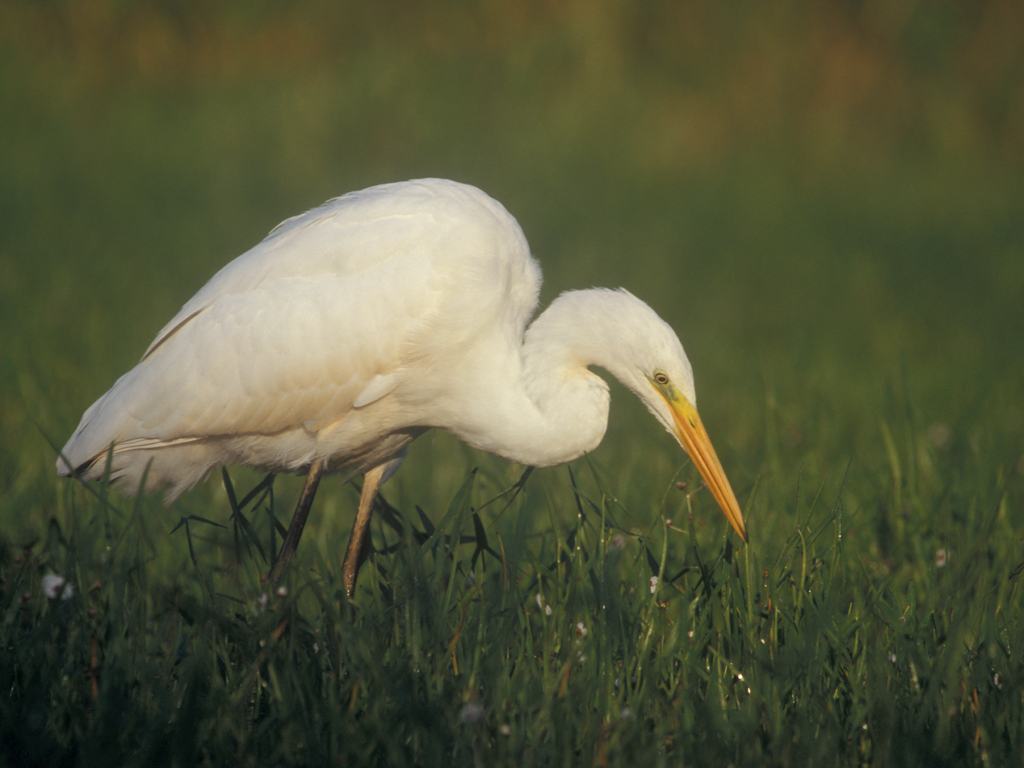
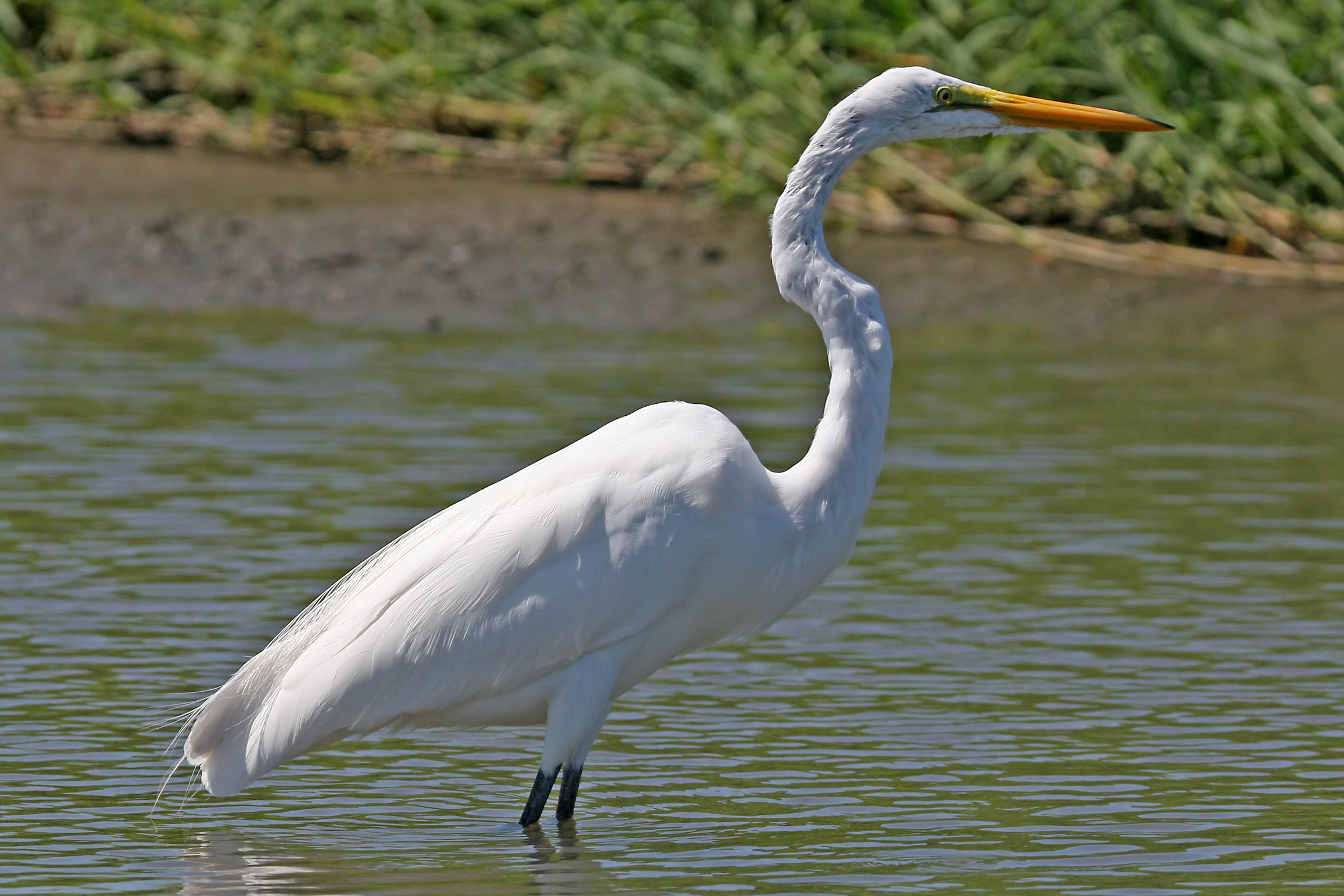
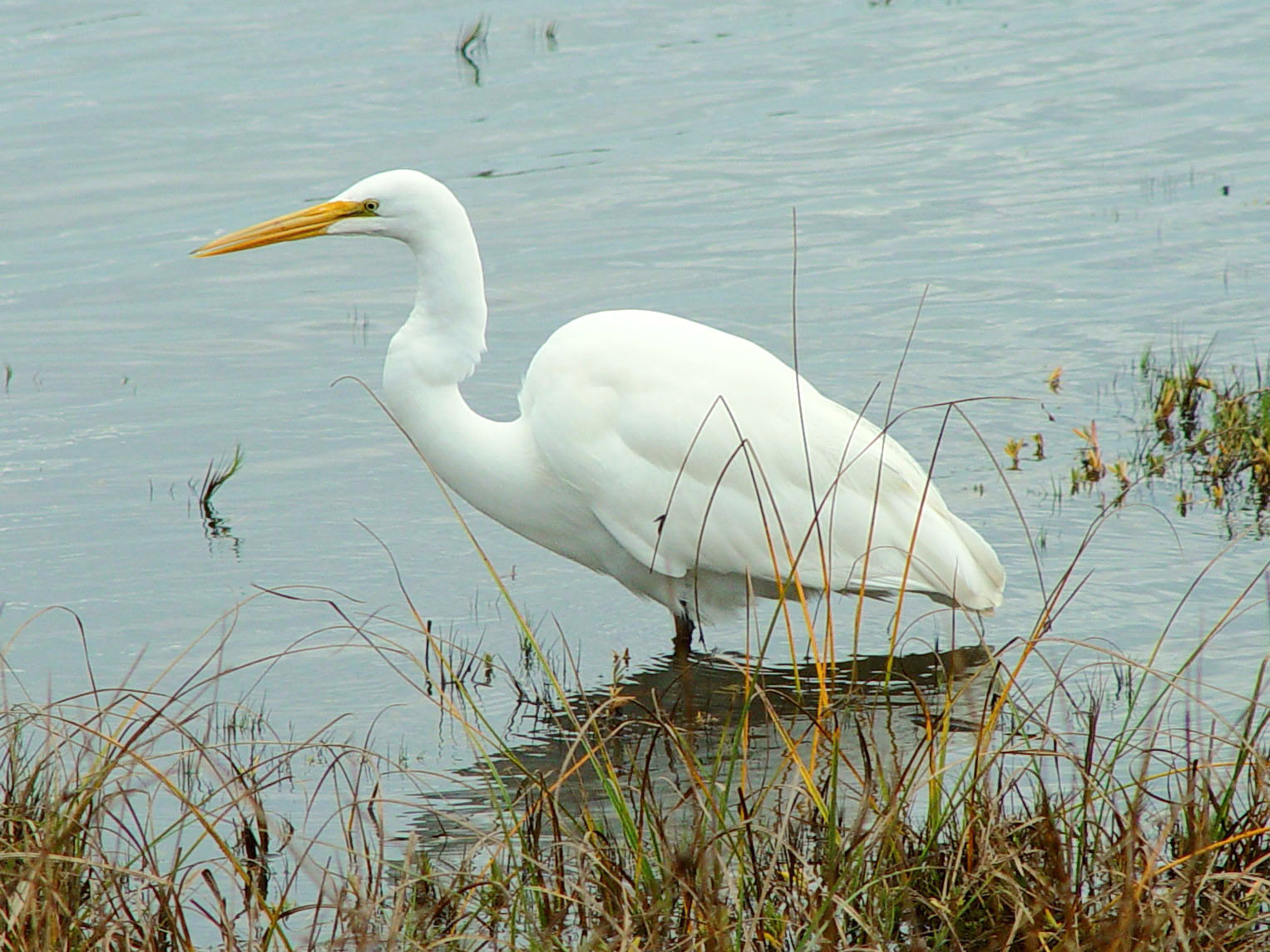
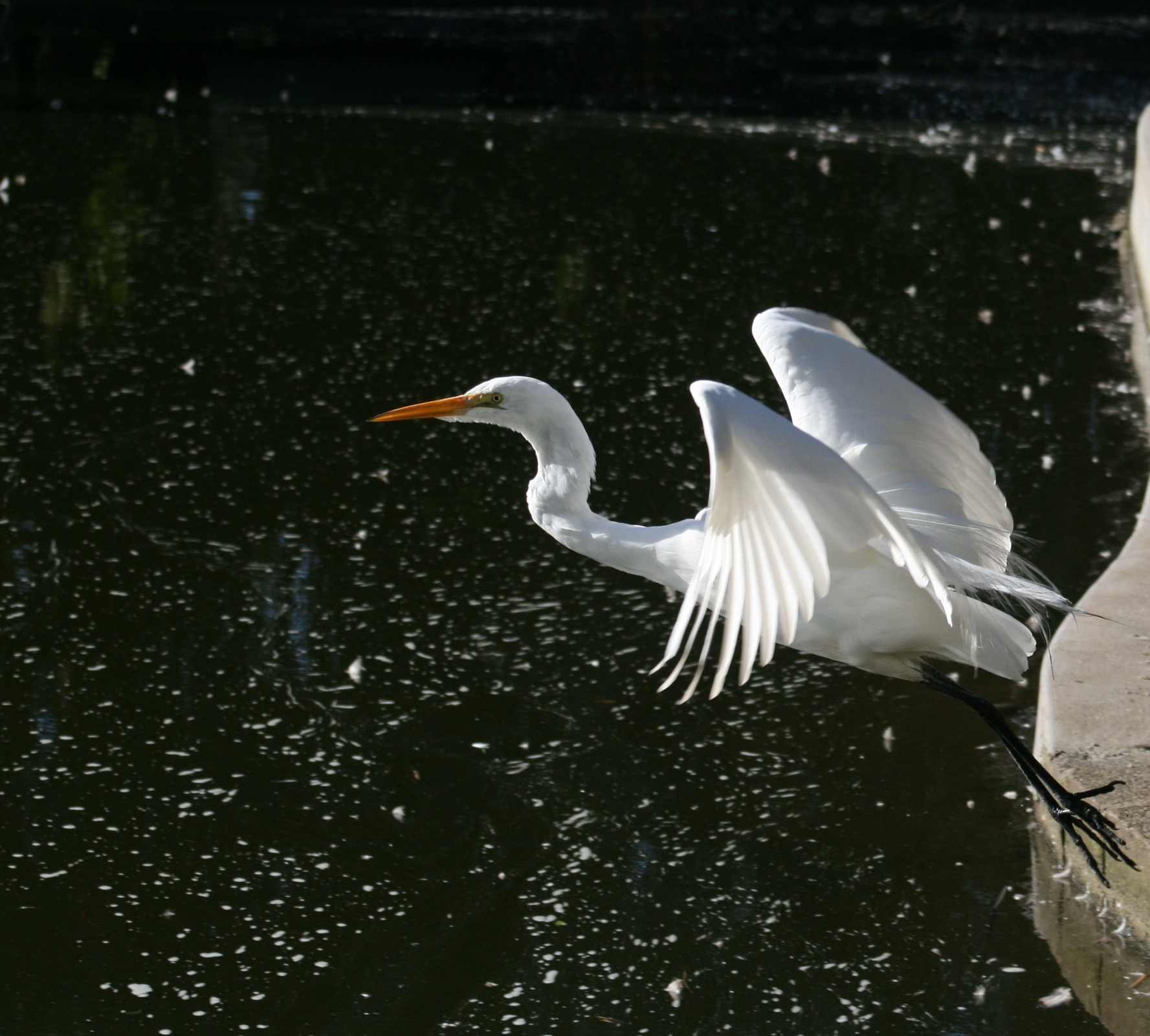
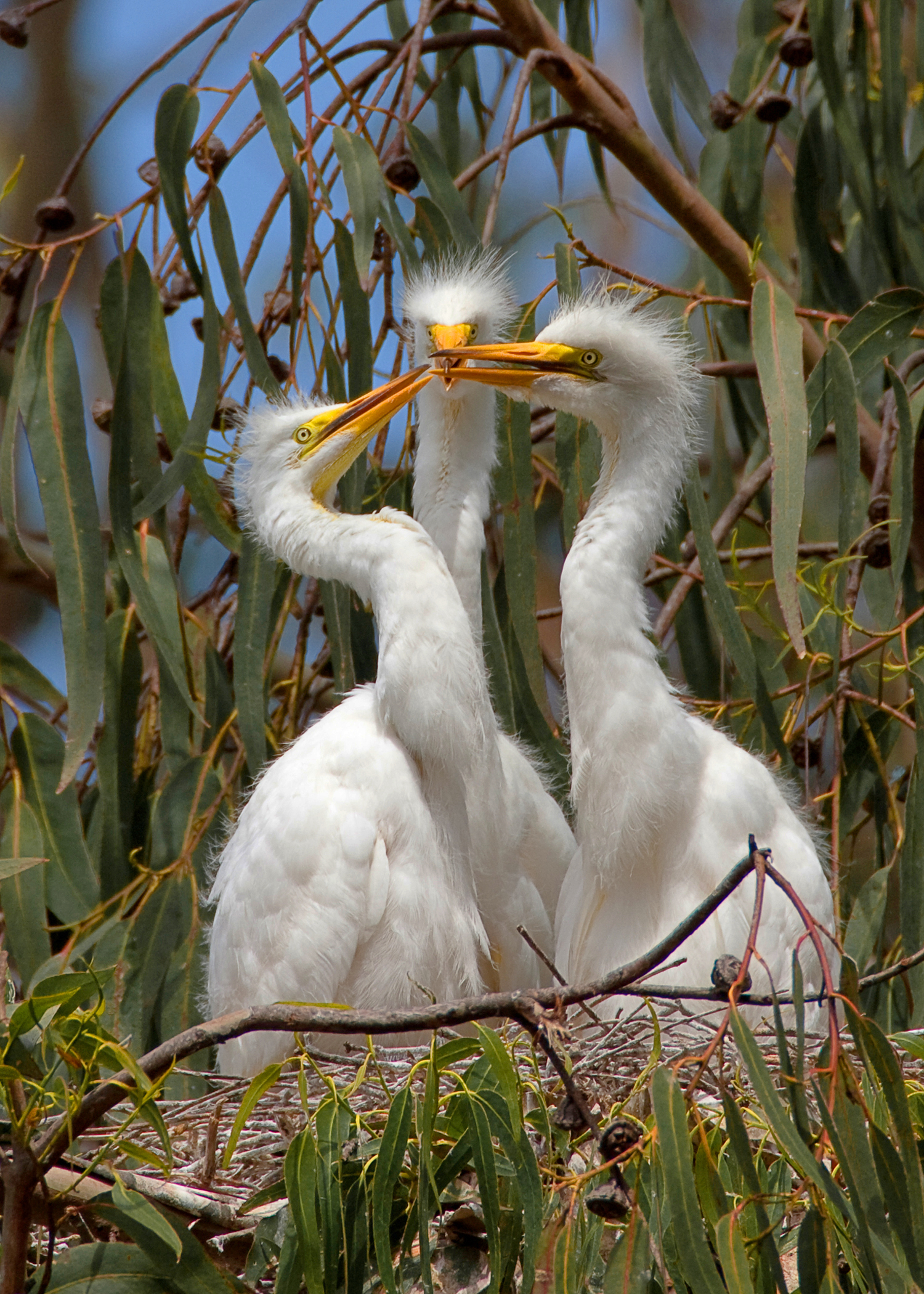
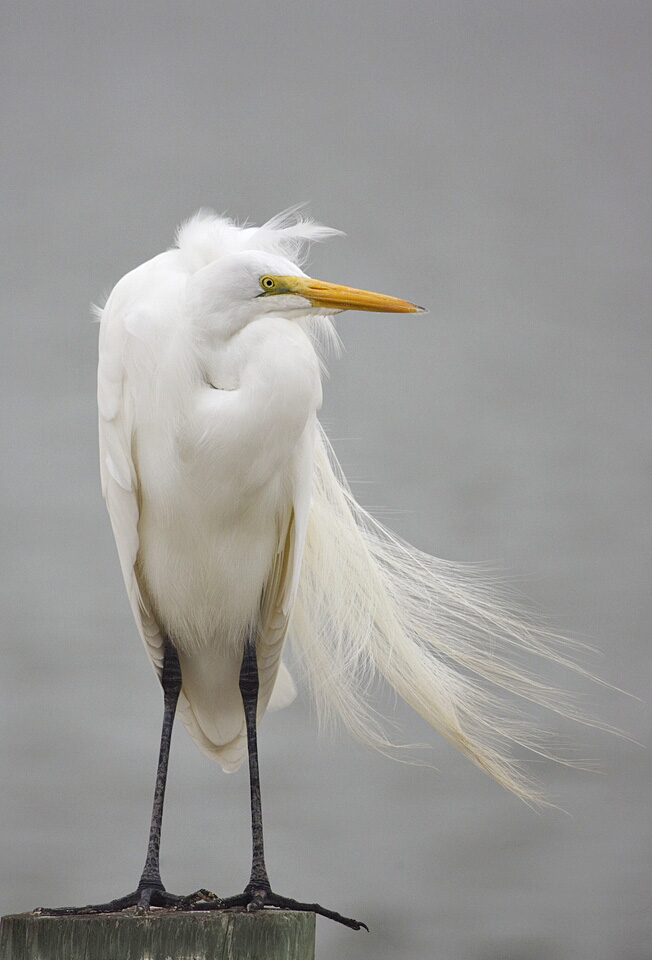
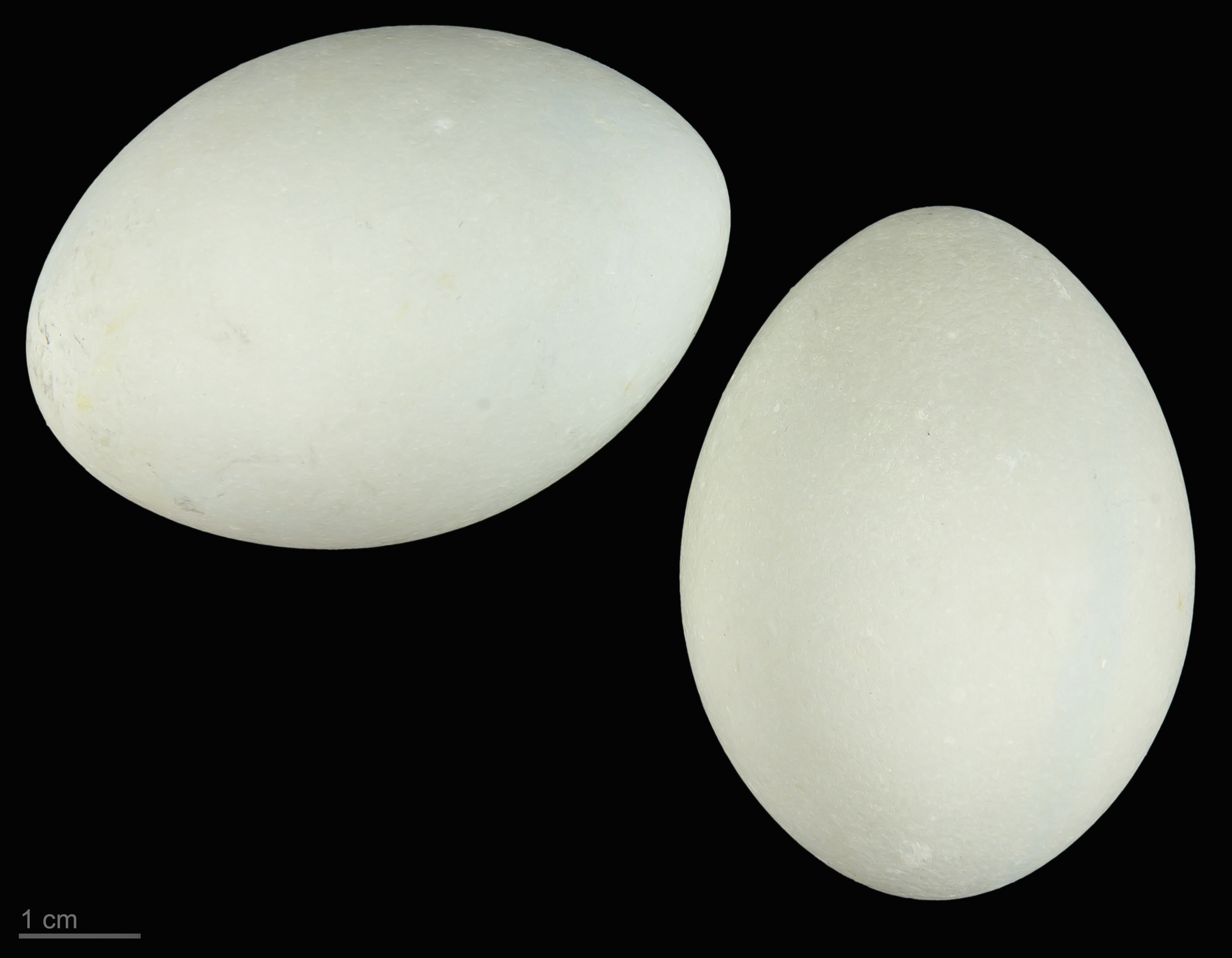
Tojásai